# Новиков, Фёдор Макарович

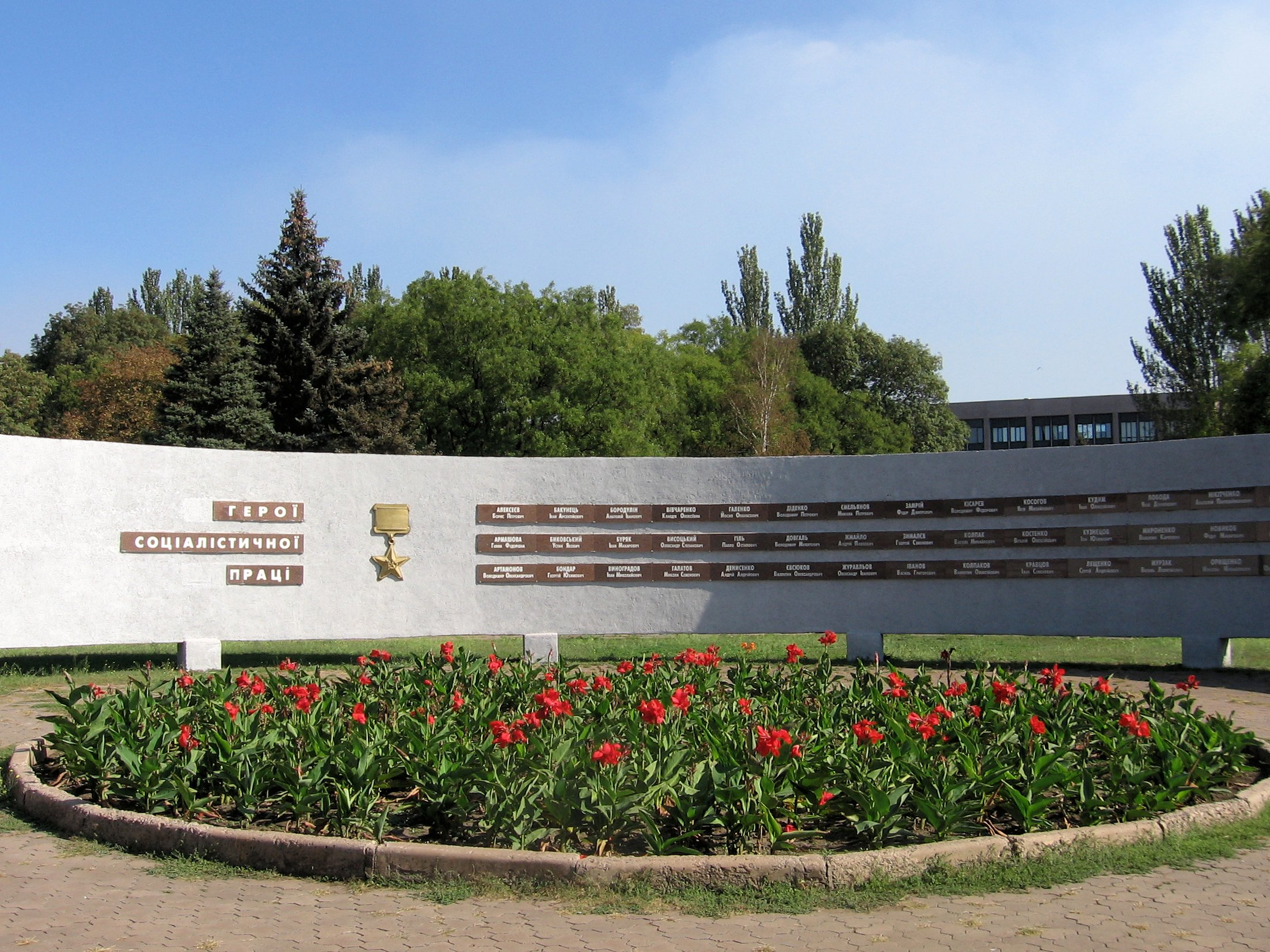
Стела Героев, город Кривой Рог, Украина

Новиков Фёдор Макарович (28 января 1925, Малодубровное, Уральская область — 22 июня 2001, Кривой Рог, Днепропетровская область) — советский шахтёр, бурильщик рудоуправления имени Коминтерна треста «Ленинруда» Министерства чёрной металлургии Украинской ССР. Герой Социалистического Труда (1966).

## Биография
Родился 28 февраля 1925 года в семье рабочих в селе Малодубровное Малодубровинского сельсовета Половинского района Курганского округа Уральской области (ныне Сумкинский сельсовет того же района Курганской области). Русский.
Окончил семь классов школы.
В 1940 году начал работать в колхозе имени Кирова Серовского района Свердловской области. Позднее перешёл работать на завод в городе Новая Ляля Свердловской области.
Участник Великой Отечественной войны с 1942 года. Войну закончил в Берлине.
В 1953 году уволен в запас и переехал в город Кривой Рог Днепропетровской области, где устроился работать крепильщиком на шахту «Большевик» рудоуправления имени Коминтерна. Позже начал работать бурильщиком. Мастер скоростных проходок, установил ряд рекордов по бурению шпуров и скважин, являлся признанным специалистом подземных выработок. Производственные планы выполнял на 120—125 %.
Указом Президиума Верховного Совета от 22 марта 1966 года за выдающиеся успехи, достигнутые в развитии чёрной металлургии, Новикову Фёдору Макаровичу присвоено звание Героя Социалистического Труда с вручением ордена Ленина и золотой медали «Серп и Молот».
Продолжал работать на шахте «Большевик», где впоследствии возглавил комплексную бригаду. По направлению Министерства чёрной металлургии СССР был командирован в Китайскую Народную Республику, где обучал шахтёров передовым методам работы. Был депутатом Верховного Совета УССР 7-го и 8-го созывов (1967—1975), делегатом XXIII съезда КПСС (1966), членом Криворожского горкома Компартии Украины.
Умер 22 июня 2001 года в городе Кривой Рог, где и похоронен на Центральном кладбище.

## Награды
- Герой Социалистического Труда (22 марта 1966);
  - Орден Ленина (№ 378964);
  - Медаль «Серп и Молот» (№ 12816);
- Орден Ленина (1957);
- Орден Отечественной войны 1-й степени (11 марта 1985);
- Дважды орден «Знак Почёта»;
- Заслуженный горняк Украинской ССР (1963);
- медали.

## Память
- Имя на Стеле Героев в Кривом Роге.